# Bahrain Air
Bahrain Air (en arabe : طيران البحرين) était une compagnie aérienne du Royaume de Bahreïn, dont le siège social était à Muharraq. Sa base principale était l'aéroport international de Bahreïn. La compagnie a annoncé en février 2013 la cessation de ses activités et son placement en liquidation volontaire dans un communiqué citant l'instabilité de la situation politique et sécuritaire au Bahreïn comme cause de ses difficultés.